# (1038) Tuckia
(1038) Tuckia – planetoida należąca do zewnętrznej części pasa głównego asteroid.

## Odkrycie
Została odkryta 24 listopada 1924 roku w Landessternwarte Heidelberg-Königstuhl w Heidelbergu przez Maxa Wolfa. Nazwa planetoidy pochodzi od Edwarda Tucka i jego żony – amerykańskich filantropów. Przed jej nadaniem planetoida nosiła oznaczenie tymczasowe (1038) 1924 TK.

## Orbita
(1038) Tuckia okrąża Słońce w ciągu 7 lat i 326 dni w średniej odległości 3,96 au. Należy do planetoid z rodziny Hilda, poruszających się po zbliżonych orbitach i pozostających w rezonansie 3:2 z Jowiszem.